# アル・ナフダ
アル・ナフダ・クラブ（アラビア語: نادي النهضة, 英語: Al-Nahda Club）は、オマーンのブライミ特別行政区をホームタウンとする総合スポーツクラブ。サッカークラブとして知られているが、他にフィールドホッケーやバレーボール、ハンドボール、バスケットボール、バドミントン、スカッシュなどのクラブがある。
以下は特に記述がない場合、サッカークラブに関する記述とする。

## タイトル
- オマーンリーグ 優勝 (3) : 2006-07, 2008-09, 2013-14
- オマーン・スーパーカップ（英語版） 優勝 (2) : 2009, 2014
- スルターン・カーブース・カップ 準優勝 (3) : 2008, 2012, 2013

## 国際大会成績

### AFC主催大会
| 年度 | 大会                    | ラウンド        | 対戦クラブ                           | ホーム | アウェー | 合計    |
| ---- | ----------------------- | --------------- | ------------------------------------ | ------ | -------- | ------- |
| 2008 | AFCカップ               | グループC       | アル・ナジマ                         | 0-0    | 3-3      | 1位通過 |
| 2008 | AFCカップ               | グループC       | アル・シャアブ・ハドラマウト         | 2-0    | 1-3      | 1位通過 |
| 2008 | AFCカップ               | グループC       | シャバーブ・アル・オルドゥン         | 1-1    | 1-0      | 1位通過 |
| 2008 | AFCカップ               | 準々決勝        | シンガポール・アームド・フォーシズFC | 3-0    | 1-2      | 4-2     |
| 2008 | AFCカップ               | 準決勝          | アル・ムハッラク・クラブ             | 1-2    | 1-0      | 2-2 (a) |
| 2010 | AFCカップ               | グループE       | アル・リファーSC                     | 0-1    | 0-1      | 4位敗退 |
| 2010 | AFCカップ               | グループE       | アル・ラーヤンSC                     | 0-2    | 2-3      | 4位敗退 |
| 2010 | AFCカップ               | グループE       | アル・ワフダート・クラブ             | 1-3    | 0-2      | 4位敗退 |
| 2015 | AFCチャンピオンズリーグ | プレーオフ2回戦 | アル・ジャイシュSC                   |        |          |         |

### UAFA主催大会
| 年度    | 大会                                 | ラウンド   | 対戦クラブ                       | ホーム | アウェー | 合計    |
| ------- | ------------------------------------ | ---------- | -------------------------------- | ------ | -------- | ------- |
| 2006-07 | アラブ・チャンピオンズリーグ         | ラウンド32 | アル・イテハド・トリポリ         | 2-4    | 0-4      | 2-8     |
| 2008    | ガルフ・クラブ・チャンピオンズカップ | グループA  | アル・カーディシーヤ・クウェート |        |          | 5位敗退 |
| 2008    | ガルフ・クラブ・チャンピオンズカップ | グループA  | アル・ナスル                     |        |          | 5位敗退 |
| 2008    | ガルフ・クラブ・チャンピオンズカップ | グループA  | アル・ムハッラク・クラブ         |        |          | 5位敗退 |
| 2008    | ガルフ・クラブ・チャンピオンズカップ | グループA  | アル・ホールSC                   |        |          | 5位敗退 |
| 2012    | ガルフ・クラブ・チャンピオンズカップ | グループD  | アル・リファーSC                 | 2-2    | 1-3      | 3位敗退 |
| 2012    | ガルフ・クラブ・チャンピオンズカップ | グループD  | アル・ワスルFC                   | 0-2    | 3-4      | 3位敗退 |
| 2014    | ガルフ・クラブ・チャンピオンズカップ | グループD  | アル・ナスルSC (クウェート)      | 4-0    | 1-1      | 1位通過 |
| 2014    | ガルフ・クラブ・チャンピオンズカップ | グループD  | アル・フライティヤートSC         | 2-0    | 2-2      | 1位通過 |
| 2014    | ガルフ・クラブ・チャンピオンズカップ | 準々決勝   | アル・ムハッラク・クラブ         | 3-0    | 3-0      |         |
| 2014    | ガルフ・クラブ・チャンピオンズカップ | 準決勝     | アル・ナスルSC                   | 1-1    | 1-2      | 2-3     |

## 歴代所属選手
- バルチ・ジュニオール 2012